# Buboblatta geijskesi
Buboblatta geijskesi är en kackerlacksart som beskrevs av Bruijning 1959. Buboblatta geijskesi ingår i släktet Buboblatta och familjen Polyphagidae. Inga underarter finns listade.